# Burry Stander
Burry Stander (Port Shepstone, 16 de septiembre de 1987-Shelly Beach, 3 de enero de 2013) fue un deportista sudafricano que compitió en ciclismo de montaña en la disciplina de campo a través.
Ganó una medalla de bronce en el Campeonato Mundial de Ciclismo de Montaña de 2010 y una medalla de bronce en el Campeonato Mundial de Ciclismo de Montaña en Maratón de 2010.
Participó en dos Juegos Olímpicos de Verano, ocupando el decimoquinto lugar en Pekín 2008 y el quinto en Londres 2012, en la prueba de campo a través.
Falleció en 2013, a los 25 años, en un accidente de carretera mientras entrenaba.

## Medallero internacional
| Campeonato Mundial | Campeonato Mundial        | Campeonato Mundial | Campeonato Mundial |
| Año                | Lugar                     | Medalla            | Competición        |
| ------------------ | ------------------------- | ------------------ | ------------------ |
| 2010               | Mont-Sainte-Anne (Canadá) | Medalla de bronce  | Campo a través     |

| Campeonato Mundial | Campeonato Mundial      | Campeonato Mundial | Campeonato Mundial |
| Año                | Lugar                   | Medalla            | Competición        |
| ------------------ | ----------------------- | ------------------ | ------------------ |
| 2010               | Sankt Wendel (Alemania) | Medalla de bronce  | Campo a través     |